# Розкидайлівка
Розкида́йлівка — село в Україні, у Житомирському районі Житомирської області. Входить до складу Харитонівської сільської громади. Населення становить 68 осіб.